# Дубровицкий, Вадим Феликсович
Вадим Феликсович Дубровицкий — советский и российский режиссёр театра и кино, сценарист, продюсер и художественный руководитель театра «LA'Театр».

## Биография
1981 — Окончил ЛГИТМиК (актерско-режиссёрский курс, отделение музыкального театра)
1982—1985 — Солист ансамбля «Дружба» Александра Броневицкого
1988 — Одним из первых открывает свой продюсерский центр в те времена, когда само это словосочетание звучало в России вызывающе
1996 — Создатель Продюсерской компании Вадима Дубровицкого
2002 — Открыт в Москве Театр «LA'Театр», в репертуаре которого спектакли с участием Людмилы Чурсиной, Игоря Бочкина, Ольги Волковой, Владимира Стеклова, Ефима Шифрина, Валентина Смирнитского, Марины Могилевской, Владимира Долинского, Елены Сафоновой, Андрея Ильина, Леонида Якубовича, Михаила Боярского, Сергея Мигицко, Александра Семчева, Светланой Хоркиной
2022  —LA’Театр открывает новое пространство по адресу ул.Хамовнический Вал, д. 34, ст. метро «Спортивная».

## Театральные постановки

### Кемерово
- Музыкальный театр — оперетта И. Штрауса «Летучая мышь» (1995),
- опера Г. Доницетти «Колокольчик» (1996),
- фантазии на темы одноактных французских пьес «Прости мои капризы» (1997);

### Антреприза Вадима Дубровицкого
- мюзикл «Театр города Глупова» (1993) по «Истории одного города» М. Салтыкова-Щедрина,
- спектакль по пьеса А. Миллера «Я ничего не помню» (1998),
- комедия Н. Саймона «Слухи» (2001);

### La’Театр
- мистическая комедия И. Фридберга «Дура, это любовь!» (2002),
- комедия Э. Де Филиппо «Человек и джентльмен» (2003),
- спектакль по пьесе К. Драгунской «Любовь-кровь» (2004),
- комедия Г. Слуцки «Стеклянная пыль» (2005).

## Работы в кино

### Режиссёрские работы
- 2010 — Свадьба. Дело. Смерть
- 2011 — Иванов
- 2012 — Военный госпиталь
- 2014 — Черта
- 2014 — Дачный романс
- 2014 — Женский детектив
- 2016 — Сценарий

### Продюсер
- 2010 — Свадьба. Дело. Смерть
- 2011 — Иванов
- 2014 — Черта
- 2014 — Женский детектив
- 2016 — Сценарий

### Сценарист
- 2010 — Свадьба. Дело. Смерть
- 2011 — Иванов
- 2014 — Дачный романс